# Consegna delle chiavi (Raffaello)

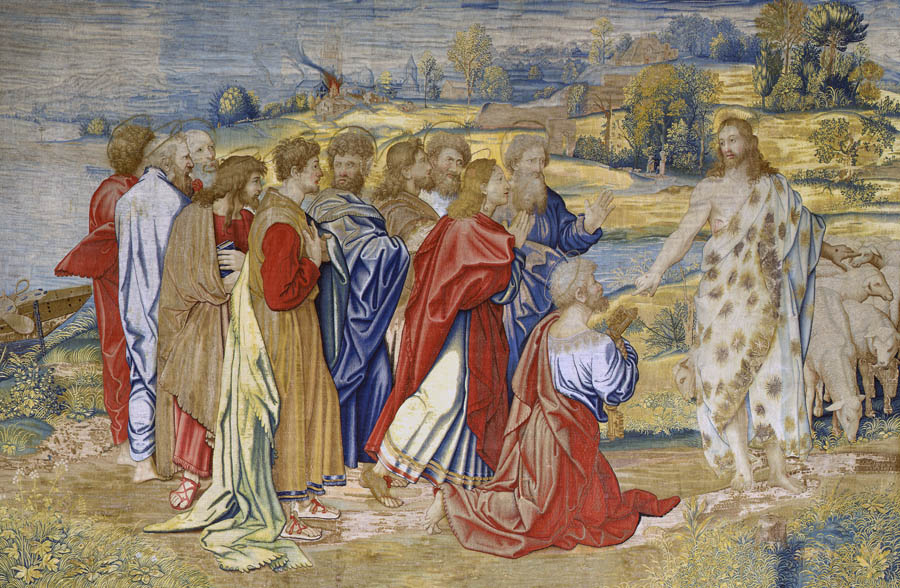
L'arazzo tratto dal cartone

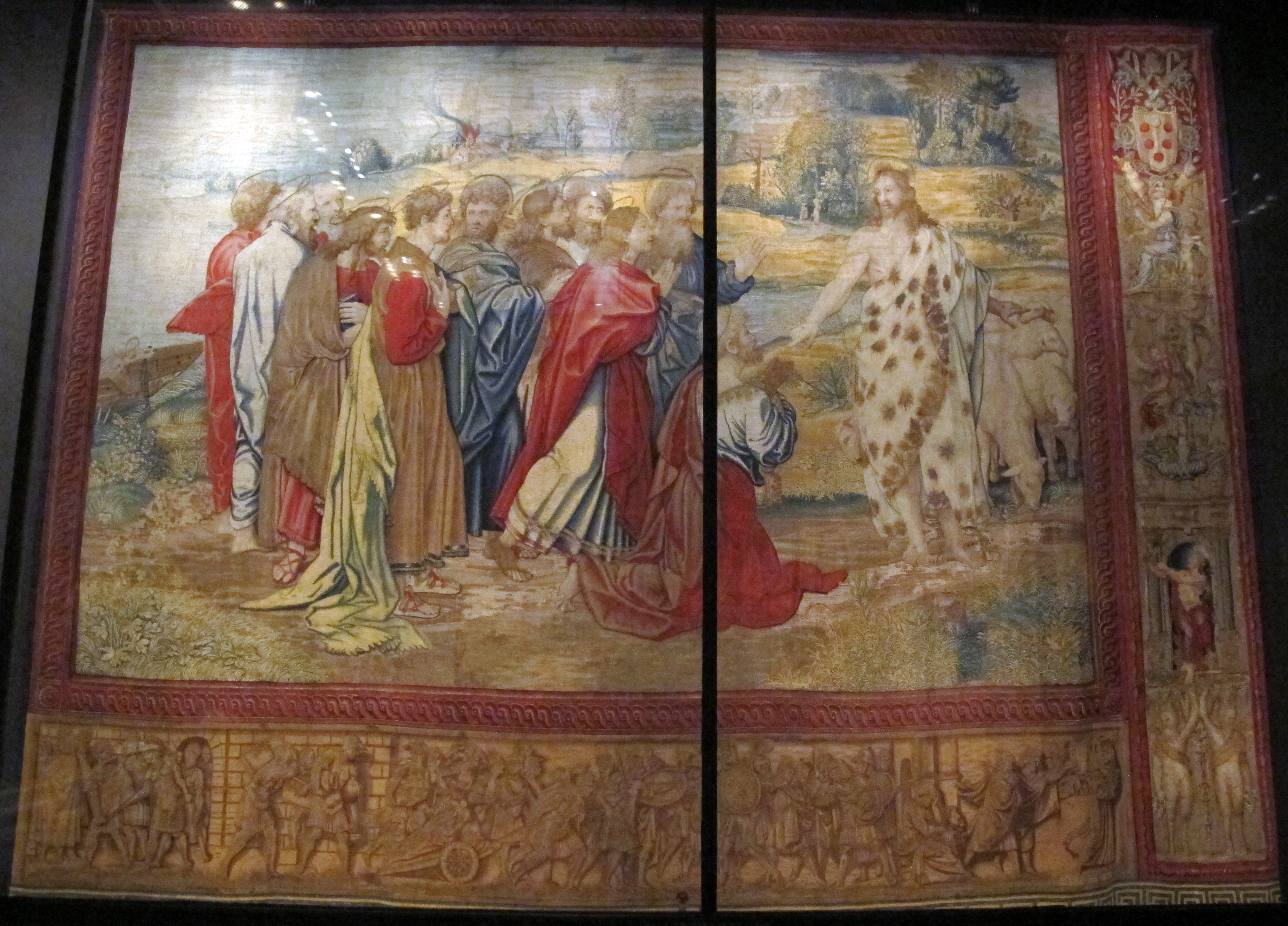
L'arazzo

La Consegna delle chiavi è un dipinto a tempera su carta (345x535 cm) di Raffaello Sanzio, databile al 1515-1516 e conservato nel Victoria and Albert Museum di Londra. Fa parte dei cartoni per gli arazzi della Cappella Sistina.

## Storia
Leone X incaricò Raffaello di realizzare dei cartoni preparatori per una serie di arazzi da collocare nella Cappella Sistina, tra la fine del 1514 e l'inizio del 1515. I cartoni vennero inviati a Bruxelles e trasformati in arazzi nella bottega di Pieter van Aelst. Giunsero a Roma entro il 1519, venendo esposti (sette su dieci) durante la solennità di santo Stefano (26 dicembre) di quell'anno. Gli altri tre dovettero pervenire immediatamente dopo. I cartoni erano destinati a decorare il registro più basso delle pareti (quello coi finti tendaggi), nella zona separata dalla transenna marmorea destinata al papa e ai religiosi; erano utilizzati nelle solenni festività e si leggevano, come le storie soprastanti, dalla parete dell'altare verso il lato opposto.
I cartoni, tagliati a pezzi per la tessitura, rimasero presso l'arazziere che ne trasse diverse altre copie e, secondo le consuetudini dell'epoca, li prestò forse anche ad altre botteghe. Serie ritessute si trovano a Berlino, Vienna, Madrid, Mantova, Loreto, ecc.
Vennero poi acquistati a Genova da sir Francis Drake nel 1623, per la manifattura di Mortlake per conto del principe ereditario inglese, il futuro Carlo I. Dopo la morte del re, alla vendita dei beni della corona, i cartoni furono acquistati da Cromwell, che li fece tenere in casse nella Banqueting House di Whitehall. Dopo la Restaurazione tornarono in possesso dei reali: Carlo II tentò di venderli alla manifattura dei Gobelins, ma venne bloccato dai ministri.
A fine del XVII secolo vennero ricomposti, incollati su tela e restaurati da William Cooke, su incarico di Guglielmo III, desideroso di esporli. Fece infatti realizzare un'apposita galleria a Hampton Court, dove restarono fino al 1913. Spostati a Buckingham House e poi in altre sedi, vennero infine destinati al nascente museo dalla Regina Vittoria, nel 1865.

## Descrizione e stile
Il cartone riflette specularmente la scena dell'arazzo, per la tecnica a basso liccio in cui i modelli sono tenuti sotto l'ordito. Tessuta la trama nell'ordito e in tal modo riprodotto il disegno del cartone, il panno è rovesciato (onde evitare che siano visibili le annodature della trama): ciò comporta che la parte esposta dell'arazzo mostra una figura esattamente specualre (in controparte) a quella del cartone iniziale.
La scena si ispira a un passo del Vangelo secondo Giovanni, il "Pasce oves meas" (XXI, 15 e ss.), ed è riferita alla mano del maestro coadiuvato probabilmente da Giovan Francesco Penni e da Giovanni da Udine. La scena va letta da destra, dove gli apostoli, legando gesti e sguardi, sono protesi verso Cristo che ha appena dato le chiavi del paradiso a Pietro e gli sta indicando un gregge di pecore, simbolo della Chiesa. Tutto è ambientato in un vasto e luminoso paesaggio, con variazioni tonali all'allontanarsi dei piani, sempre più sfumati.
La figura di Cristo, meno monumentale e più piatta di altre nella serie, è però messa in evidenza da una luminosità più intensa e dall'isolamento dato da un leggero intervallo.
Raffaello, consapevole del confronto con Michelangelo in Cappella, impostò i disegni con un crescendo drammatico, dove le figure prevalgono sul paesaggio e sull'architettura di sfondo, contrapponendosi in gruppi o in personaggi isolati, per facilitare la lettura delle azioni. Gli schemi sono dunque semplificati e  i gesti e la mimica dei personaggi enfatizzati, per renderli più eloquenti e "universali". A differenza di Michelangelo però la monumentalità non deriva dal tormento plastico delle figure, ma da equilibri accuratamente studiati, che bilanciano la composizione e i sussulti spirituali dei protagonisti, nonostante le volute asimmetrie.
L'uso della tempera, in tonalità chiare, andò incontro alla ristretta gamma a disposizione degli arazzieri, così come sono un adattamento allo scopo le grandi masse di luci ed ombre. Nonostante la sorveglianza di Bernard van Orley, affinché i modelli venissero rispettati fedelmente, gli arazzieri alterarono inevitabilmente le composizioni, indurendo i lineamenti delle figure e i paesaggi, nonché aggiungendo l'oro e vari arricchimenti ornamentali.